# Logis de la Tourgarnier
Le logis de la Tourgarnier est situé sur la commune d'Angoulême, en Charente.
Situé au 189 rue de la Tourgarnier dans le quartier du Petit Fresquet au bord de l'Anguienne, il a accueilli Charles IX et sa mère Catherine de Médicis.

## Historique
L'origine de la Tour-Garnier, tour carrée du XIIIe siècle, dont on retrouve des murs dans la construction actuelle, est assez mystérieuse. Située à la sortie d'Angoulême sur l'ancien chemin de Périgueux, ses premiers propriétaires semblent inconnus.
Du XVIe au XVIIIe siècle, ses possesseurs sont la famille de La Place, seigneurs de La Tour-Garnier, Torsac, Javerlhac et Montgauguier.
En 1506, Pierre de La Place, seigneur de La Tourgarnier est maire d'Angoulême. Son fils, Hélie, écuyer, seigneur de Torsac et de La Tourgarnier, protestant, devient à son tour maire d'Angoulême en 1561. Il était un proche de Calvin lorsque celui-ci vint à Angoulême en 1533-1534. Il fit rebâtir le logis de la Tour-Garnier.
Le blason des de La Place, gravé en haut du portail d'entrée, « D'azur à trois glands d'or, tigés et feuillés de même », date du XVIe ou XVIIe siècle. Malheureusement, il sera mutilé lors de la Révolution,.
En 1565, lorsque la régente Catherine de Médicis et son fils le roi Charles IX, alors âgé de 15 ans, s'arrêtent à Angoulême pour calmer les esprits à la suite des guerres de Religion qui font beaucoup de ravages en Angoumois, c'est donc naturellement dans la demeure du maire, la Tourgarnier, qu'ils séjournent pendant cinq jours.
Le pavillon en avancée pentagonal ne semble pas antérieur aux premières années du XVIIe siècle.
En 1778, le logis devient la propriété de Claude Ogerdias, maître particulier des Eaux et Forêts d'Angoulême, puis passe aux Ducluzeau en 1788.
Le logis, s'il s'agit bien de lui dans la notice Mérimée, a aussi été remanié vers 1760-1770. Entre 1825 et 1936, il serait devenu le logement patronal d'une papeterie (Papeterie de la Tourgarnier), qui occupera une grande partie du quartier entre 1908 et la fin des années 1970, avec la société Couprie et Blanch.
En 1938 était signalé dans la cour du logis un tilleul remarquable, avec un houppier de 120 mètres de circonférence et cinq mètres pour le tronc. Ce tilleul poussait près d'une source maintenant transformée en bassin.
Le 4 mars 1925 et le 22 août 1949, le logis avec sa tour, son portail à l'intérieur de la cour et le mur de clôture avec crénelage est inscrit monument historique.
En janvier 2011, la propriété est vendue et la nouvelle propriétaire a fait d'importants travaux d'aménagement d'intérieur ainsi que les jardins.
En septembre 2015, le logis passe à l'émission La maison France 5. Privé, il ne se visite pas, mais son ancien moulin a été aménagé en chambre d'hôte et galerie d'art.

## Architecture
Les parties les plus anciennes du logis remontent au XIIIe siècle. Il a été remanié aux XVIe et XVIIIe siècles. Sa façade s'élève au sud. En son centre s'élève en avant-corps un pavillon pentagonal, renfermant l'escalier qui dessert les trois étages. La grande salle du rez-de-chaussée possède un pavage remarquable.
La cour du logis est précédée par un mur de clôture qui semble dater du XVIIe siècle surmonté d'un crénelage simulant un mâchicoulis. Les merlons en haut des créneaux sont des boules à facettes. Le portail est surmonté du blason mulilé des de La Place.

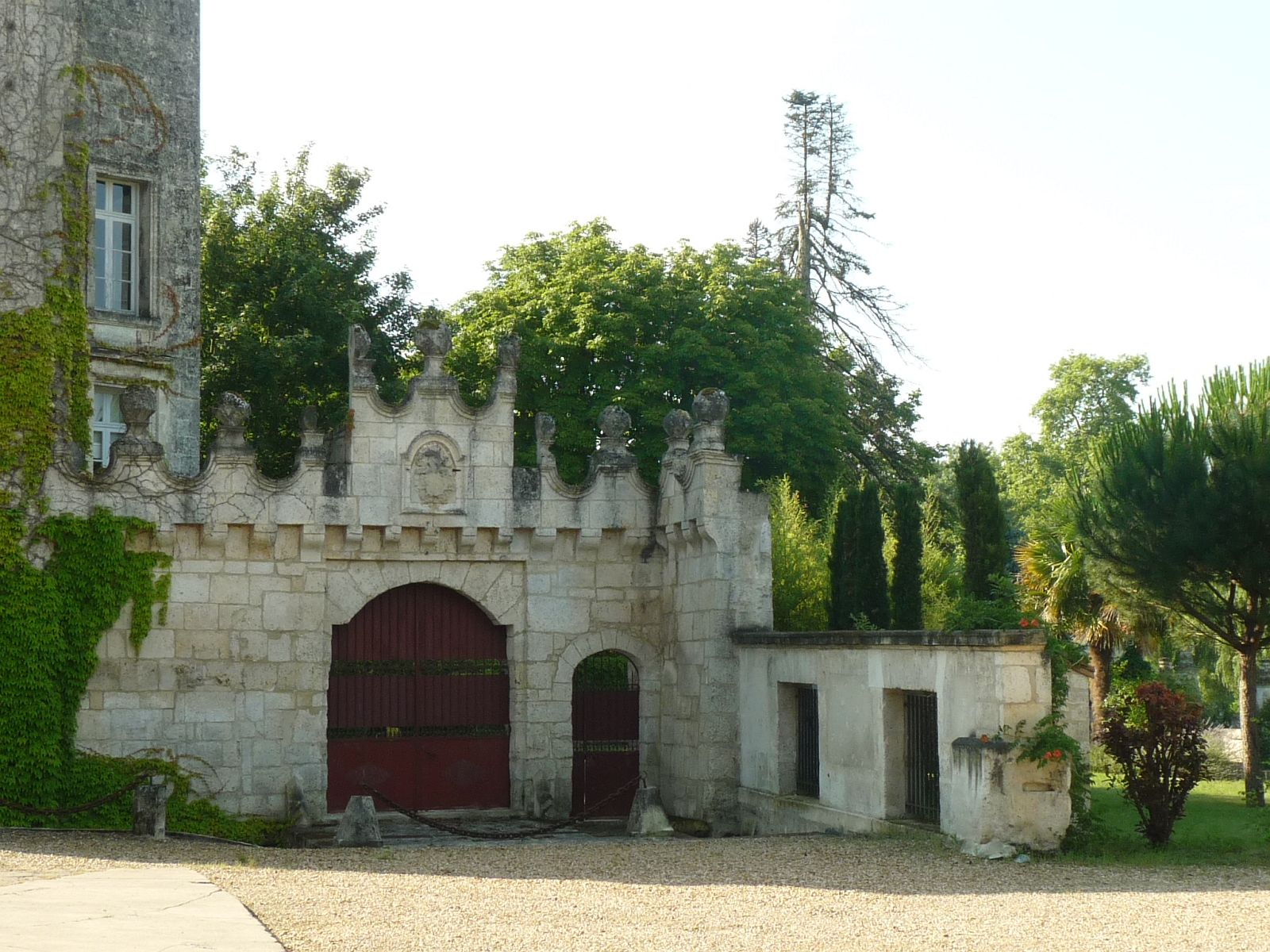
Le portail crénelé, à l'entrée
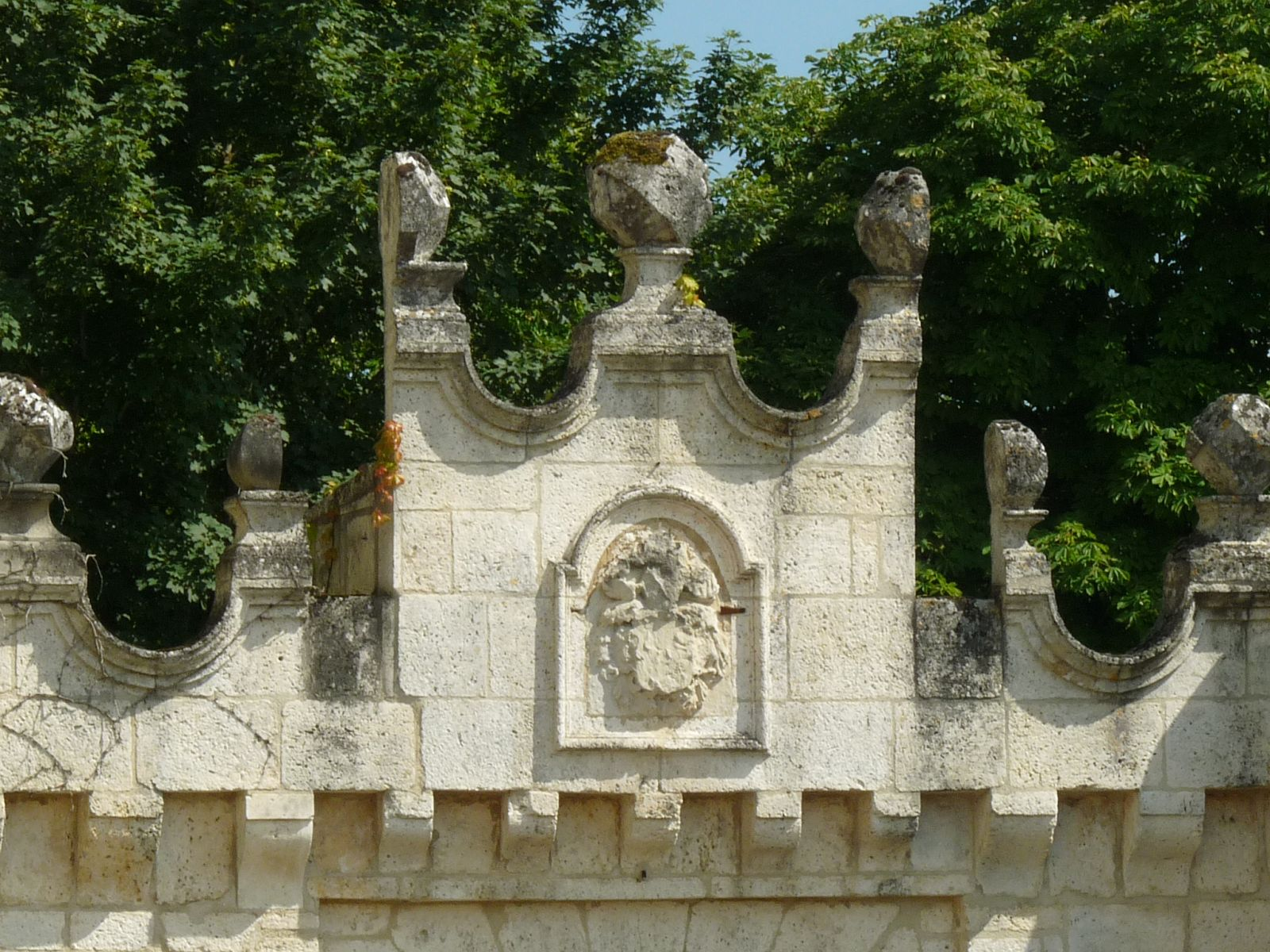
Le haut du portail et son blason
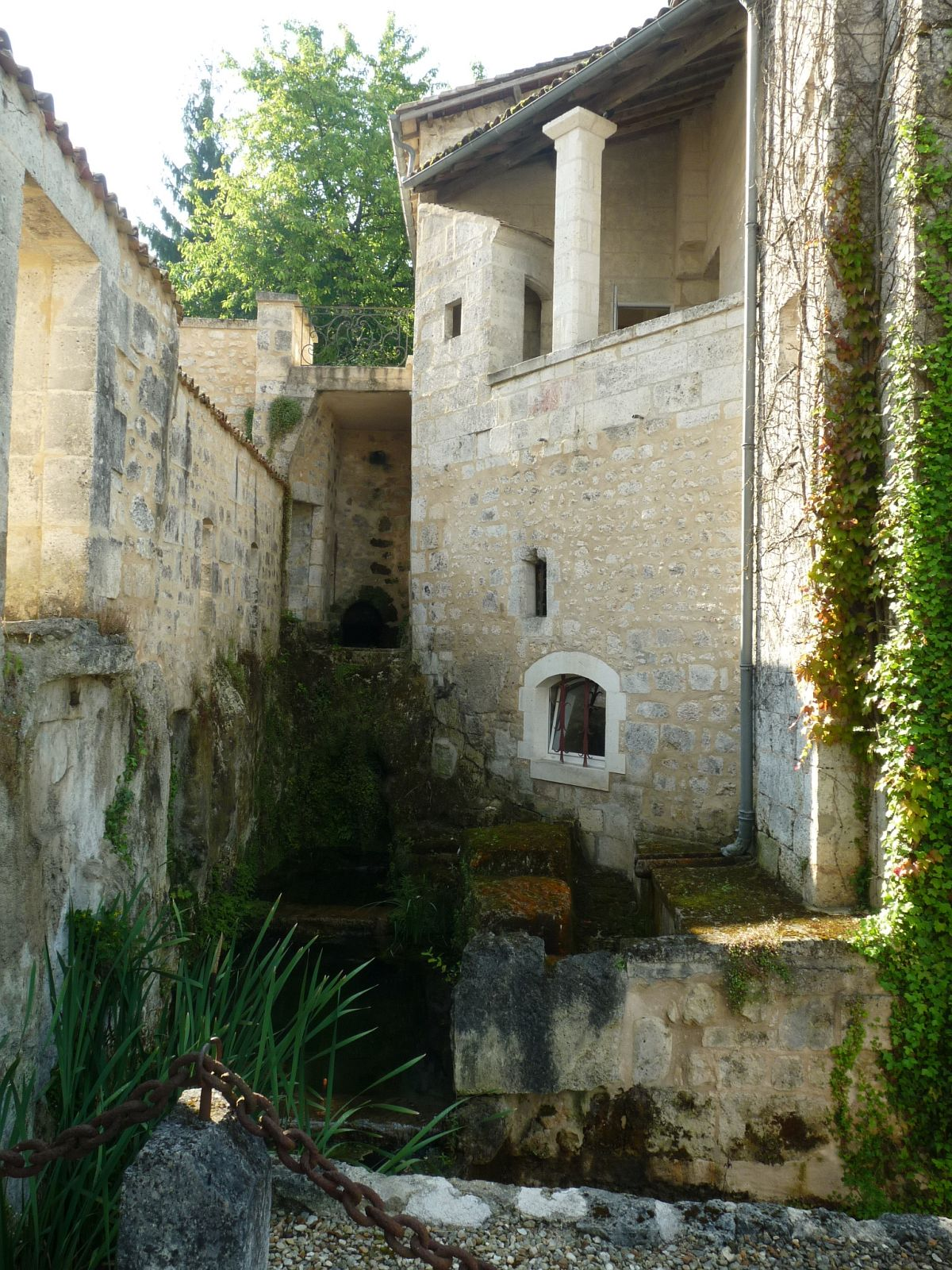
La galerie à l'arrière du logis.